# 가비 모레노
가비 모레노(Gaby Moreno, 1981년 12월 16일 ~ )는 과테말라의 싱어송라이터이다. 본명은 마리아 가브리엘라 모레노 보니야(Maria Gabriela Moreno Bonilla). 기타를 연주하며 블루스, 재즈, R&B, 소울 장르의 노래를 부른다. 스페인어와 영어로 노래한다.

## 성장
1981년 12월 16일 과테말라시에서 태어났다. 가비 모레노는 인터뷰에서 "어려서부터 사방에 악기가 있는 환경에서 자라났고 음악이 나를 선택했다. 다섯살부터 어머니에게 노래를 배웠다"고 밝혔다. 아버지 아르만도 모레노는 과테말라의 유명한 음악가였고 어머니 루시 보니야는 배우이다.
어려서부터 음악 교육을 받은 가비 모레노는 20세기 초중반의 아프리카계 미국인의 음악에서 많은 영감을 받았다. 특히 로버트 존슨, 루이 암스트롱, 니나 시몬, 엘라 피츠제럴드에게서 영향을 받았다고 한다. 2000년 헐리우드 음악 학원 현대 음악 과정을 졸업하였다. 가비 모레노는 이 곳에서 창법과 작곡을 배웠다.

## 경력
2006년 존 레넌 작곡 대회에서 〈Escondidos〉(은둔)으로 우승하였다. 이후 로스앤젤레스를 기반으로 활동하면서 다섯 개의 음반을 발표하였다. 지금까지 발표한 음반은 다음과 같다.
- Still The Unknown (2009)
- Illustrated Songs (2011)
- Postales (2012)
- Posada (2014)
- Ilusión (2016)